# Rostellariella barbieri
Rostellariella barbieri is een slakkensoort uit de familie van de Rostellariidae. De wetenschappelijke naam van de soort is voor het eerst geldig gepubliceerd in 2008 door Morrison.